# Cnemophilus
Cnemophilus es un género de aves paseriformes perteneciente a la familia Cnemophilidae. Sus dos miembros son endémicos de Nueva Guinea y las islas circundantes.

## Especies
El género contiene las siguientes especies:
- Cnemophilus loriae - ave del paraíso de Loria;
- Cnemophilus macgregorii - ave del paraíso crestada.